# Vendargues
Vendargues é uma comuna francesa na região administrativa de Occitânia, no departamento de Hérault. Estende-se por uma área de 8,98 km². Em 2010 a comuna tinha 6 369 habitantes (densidade: 709,2 hab./km²).